# Chiridiella smoki
Chiridiella smoki is een eenoogkreeftjessoort uit de familie van de Aetideidae. De wetenschappelijke naam van de soort is voor het eerst geldig gepubliceerd in 1983 door Markhaseva.